# ノートルダム大聖堂 (フルヴィエール)

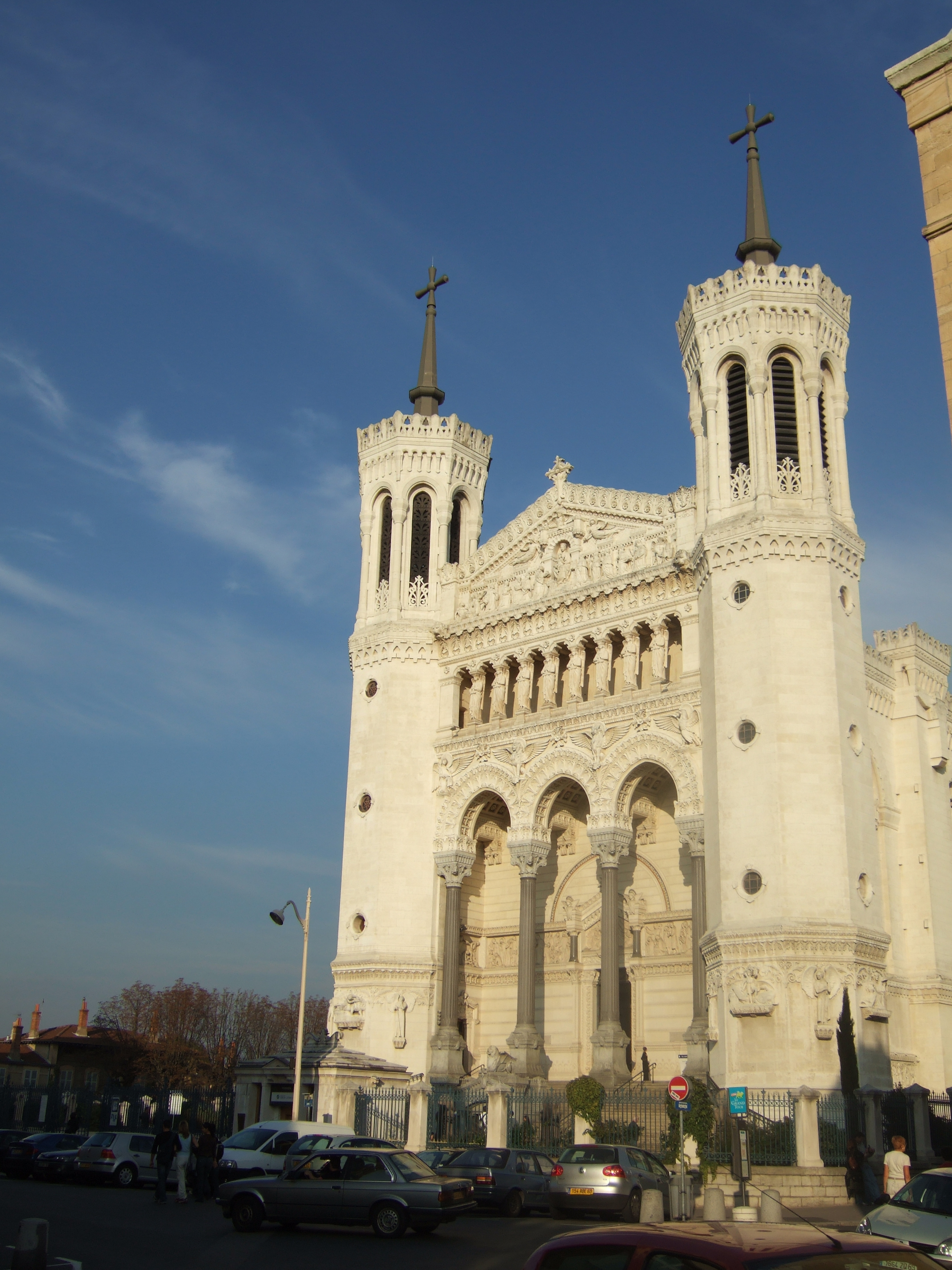
バシリカのファサード

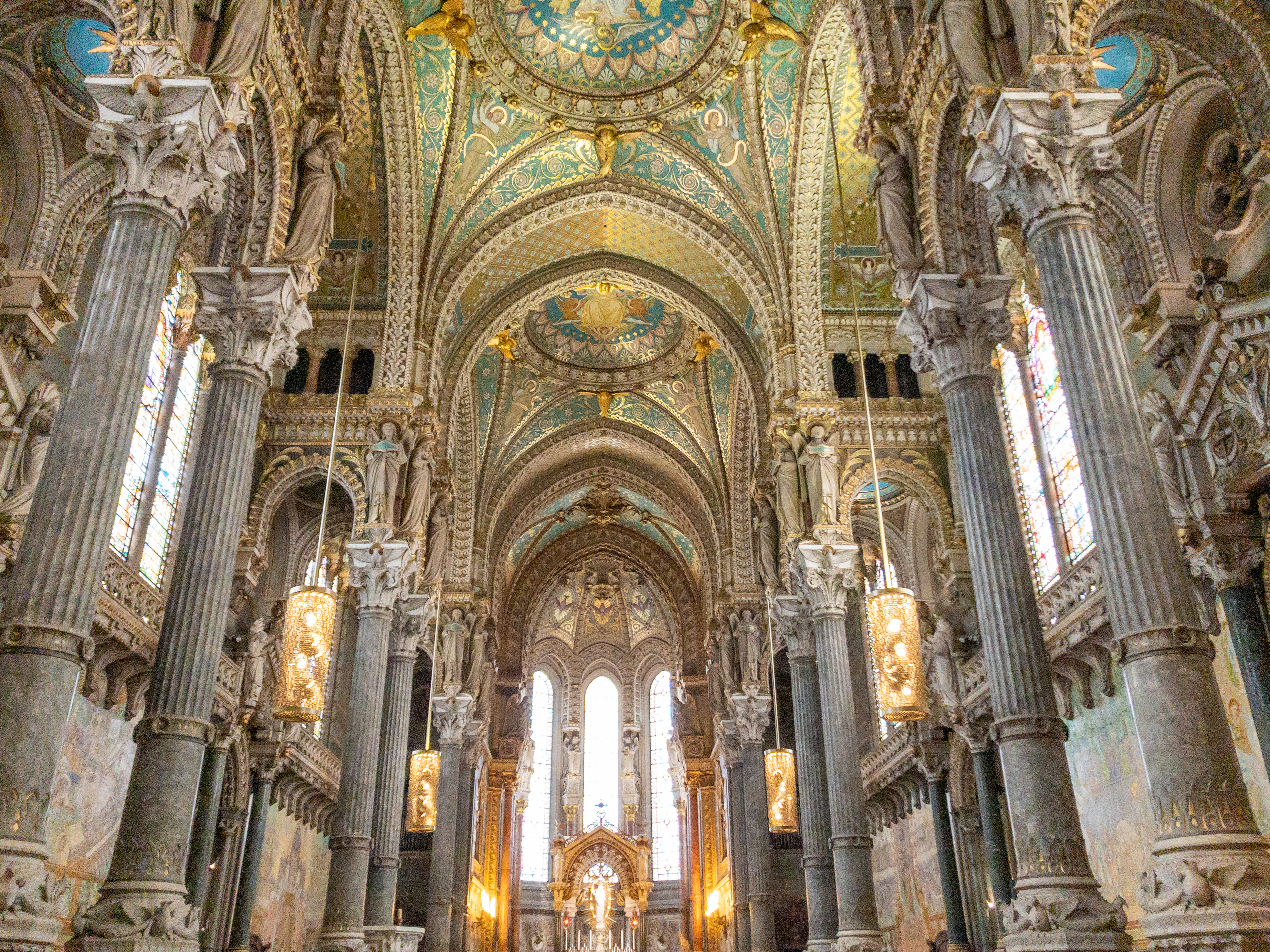
内部

フルヴィエールのノートルダム大聖堂、あるいはフルヴィエール大聖堂（ Basilique Notre-Dame de Fourvière ）は、フランス・リヨンのフルヴィエールの丘にあるバシリカ式教会堂。フルヴィエールのノートルダム大聖堂は、1998年にリヨン歴史地区の一部としてUNESCOの世界遺産に登録されている。

## 概要
献金により、1872年から1896年にかけて、街を見下ろす位置に建てられた。
パリのサクレ・クール寺院同様、1870年のリヨン・コミューンにおける、「社会主義勢力に対するキリスト教勢力の勝利の象徴」となっている。
またフルヴィエール大聖堂はフルヴィエールの丘の頂上に印象的にそびえたっており、リヨンの街のいたるところから眺めることができるので、結果的に「リヨン市の象徴」となっている。
設計者と様式
ピエール・ボッサン （fr:Pierre Bossan）による設計は、ロマネスク建築とビザンチン建築、2つの建築様式の特徴を備え、当時としてはまれなことにゴシック建築様式は採用されなかった。バシリカは主要な塔4基、鐘楼1基を備え、最上部に金色の聖母マリア像を頂く。すばらしいモザイク、ステンドグラス、
及び使徒ヨハネのクリプトを特徴とする。
ボッサンによるバシリカの最初の設計は、1843年のペスト流行200年記念に続く1846年に遡ると思われる。
この時彼はパレルモにいた。

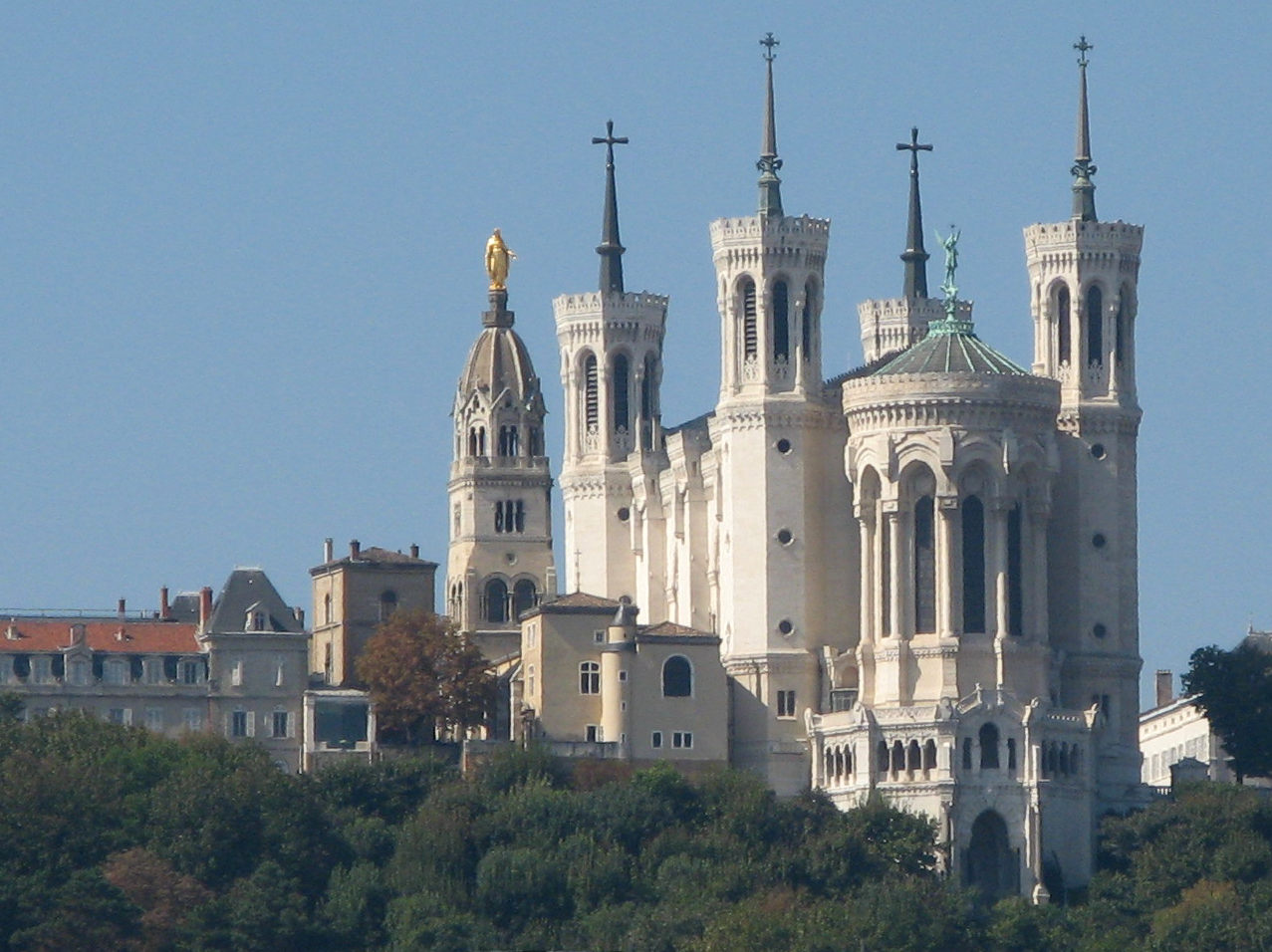
アプスの東端と鐘楼
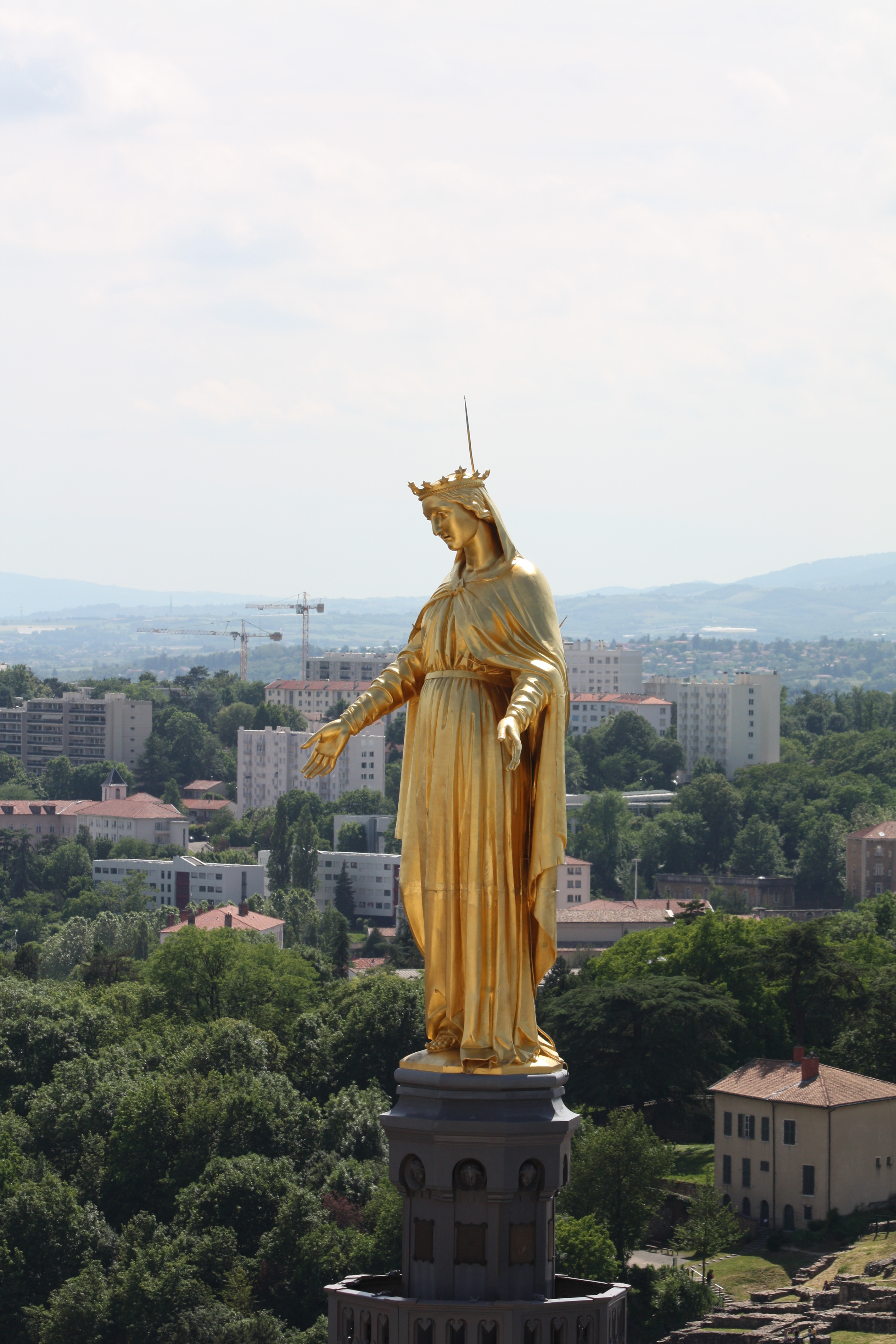
最上部の聖母マリア像

### 歴史
ノートルダム大聖堂が建つ土地は、かつてはトラヤヌスによる古代ローマのフォルム「フォルム・ウェトス forum vetus 」であった場所で、その名前の由来となっている。
当教会堂の歴史と構造の関係
フルヴィエール大聖堂は実際には2つの教会堂からなり、1つの教会堂の上にもう1つの教会堂がある。
古い下側の建物は非常に簡素なデザインであるが、その上側に後から建造されたサンクチュアリはたいへん装飾的である。

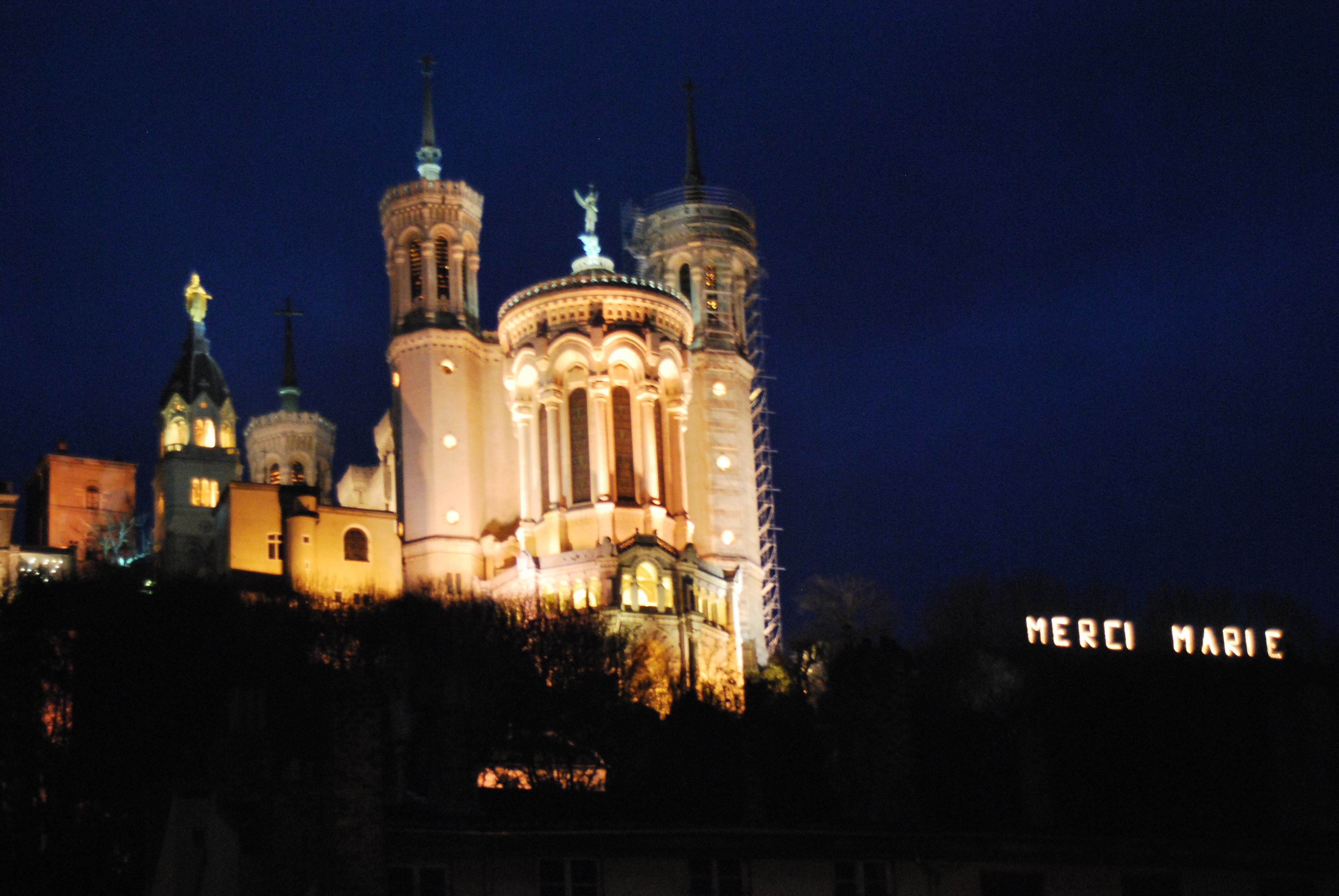
光の祭典（12月8-11日）の際のバシリカ。Merci Marie（マリア様ありがとうございます）という言葉も掲げられる。

フルヴィエールの下側の教会堂はもともと聖母マリアに奉献するために建造された。1643年のペスト流行からリヨンの街が救われたことを感謝して小さな教会堂が建てられ、19世紀中ごろには200周年を記念して、金の聖母マリア像が捧げられたのである。
毎年12月8日（無原罪の聖母の祝日）から12月11日にかけて、リヨンは街の救済を聖母マリアに感謝して街中にキャンドルをともし、これは「光の祭典 Fête des Lumières 」と呼ばれている。
普仏戦争では、プロイセンの軍隊はパリを陥落させ、リヨンに向かって南進していた。当教会で再び聖母マリアに祈りを捧げると、プロイセン軍は停止し撤退していった。この勝利を祝してバシリカの建設が1872年に始まり、1884年に建物の構造は完成した。内装の完成にはさらに時間を要し、最終的な完成は1964年になった。
1982年には、塔にラジオ・フルヴィエール（ fr:Radios chrétiennes francophones の前身）のアンテナが立てられた。

## 観光
バシリカではガイド付きツアーも催行されており、聖美術館 Museum of Sacred Art も含めると年間150万人の訪問客を迎える。特定の時間にはバシリカの北塔に上ることができ、そこからはリヨンの街とその郊外の眺望が180度開けている。